# John Stossel
John Frank Stossel (Chicago Heights, 6 de março de 1947) é um apresentador de televisão libertário americano, autor, jornalista de consumo e especialista, conhecido por sua carreira na ABC News, Fox Business Network e Reason TV.
O estilo de trabalho de Stossel combina reportagens e comentários. Seu estilo reflete uma filosofia política libertária e visões de economia que apoiam amplamente o livre mercado. Ele começou sua carreira jornalística como pesquisador da KGW-TV, foi repórter de consumo na WCBS-TV em Nova York e, em seguida, ingressou na ABC News como editor de consumo e repórter do Good Morning America. Stossel tornou-se correspondente da ABC News, juntando-se ao programa semanal da revista de notícias 20/20, e mais tarde tornou-se co-âncora. Em outubro de 2009, Stossel deixou a ABC News para se juntar ao Fox Business Channel. Ele apresentou um programa semanal de notícias na Fox Business, Stossel, de dezembro de 2009 a dezembro de 2016. Em 2019, a Stossel lançou o StosselTV, um canal online distribuído nas redes sociais.
Stossel recebeu 19 prêmios Emmy e cinco prêmios do National Press Club. Stossel escreveu três livros: "Give Me a Break" em 2004, "Myths, Lies, and Downright Stupidity" em 2007 e "No, They Can't: Why Government Fails – But Individuals Succeed" em 2012.

## Vida
John F. Stossel nasceu em 6 de março de 1947, em Chicago Heights, Illinois, o mais novo de dois filhos, de pais judeus que deixaram a Alemanha antes de Hitler subir ao poder. A família se juntou a uma igreja congregacional nos EUA, e Stossel foi criado como protestante. Ele cresceu na afluente North Shore de Chicago e se formou na New Trier High School. Stossel caracteriza seu irmão mais velho, Thomas P. Stossel, como "o superstar da família", comentando: "Enquanto eu festejava e jogava pôquer, ele estudou muito, tirou notas altas e foi para a Harvard Medical School". Stossel se caracteriza como tendo sido "um estudante indiferente" enquanto estava na faculdade, comentando: "Eu sonhei acordado durante metade das minhas aulas em Princeton e me candidatei à pós-graduação apenas porque era ambicioso, e a pós-graduação parecia o caminho certo para um estudante de 21 anos de idade que queria chegar longe." Embora tivesse sido aceito na Escola de Administração Hospitalar da Universidade de Chicago, Stossel estava "cansado da escola" e achou que aceitar um emprego o inspiraria a abraçar os estudos de pós-graduação com vigor renovado.

### Início de carreira
Enquanto ainda estava na escola, Stossel ansiava em trabalhar na Seattle Magazine, porém quando se formou a empresa havia falido. Seus contatos o ajudaram a conseguir um emprego na KGW-TV em Portland, Oregon, onde ele começou como assistente de redação, chegando a pesquisador e depois escritor. Após alguns anos, o diretor de notícias disse a Stossel para ir ao ar e ler o que ele escreveu. Apesar de seu medo do palco, Stossel diz que seu medo o estimulou a melhorar, analisando e imitando transmissões de David Brinkley e Jack Perkins. Stossel também gaguejava desde a infância. Após alguns anos de reportagens no ar, Stossel foi contratado pela WCBS-TV em Nova York, por Ed Joyce, o mesmo diretor de notícias que contratou Arnold Diaz, Linda Ellerbee, Dave Marash, Joel Siegel e Lynn Sherr. Stossel ficou desapontado com a CBS, sentindo que a quantidade mais limitada de tempo gasto lá em pesquisa reduziu a qualidade de seu jornalismo em comparação com Portland. Stossel cita as regras trabalhistas do sindicato que desencorajaram o trabalho extra que ele achava que permitia que os funcionários fossem criativos, o que, segundo ele, representou sua "primeira introdução real aos negócios feitos por interesses especiais". Stossel também "odiava" Joyce, que ele achava ser "frio e crítico", embora Stossel atribua a Joyce a liberdade de perseguir suas próprias ideias de histórias e por recomendar o Hollins Communications Research Institute em Roanoke, Virgínia, que ajudou Stossel a melhorar sua gagueira.
Stossel ficava cada vez mais frustrado por ter que seguir a visão do editor do que era notícia. Talvez por causa de sua gagueira, ele sempre evitou cobrir o que os outros cobriam, sentindo que não poderia ter sucesso se fosse forçado a competir com outros repórteres gritando perguntas em coletivas de imprensa. No entanto, isso levou à percepção inesperada para Stossel de que os eventos mais importantes eram aqueles que ocorreram lentamente, como o movimento das mulheres, o crescimento da tecnologia da computação e os avanços na contracepção, em vez de eventos diários como pronunciamentos do governo, eleições, incêndios ou crime. Um dia, Stossel ignorou o editor de tarefas para dar a Ed Joyce uma lista de ideias de histórias que o editor de tarefas havia rejeitado. Joyce concordou que as ideias de Stossel eram melhores e as aprovou. Stossel atuou como porta-voz da Stuttering Foundation of America.

### 20/20
Em 1981, Roone Arledge ofereceu a Stossel um emprego na ABC News, como correspondente do 20/20 e repórter do Good Morning America. Seus segmentos "Give Me a Break" para o primeiro apresentavam um olhar cético em assuntos de regulamentos governamentais e cultura pop à censura e medo infundado. A série foi desmembrada em uma série de especiais de uma hora com orçamentos de meio milhão de dólares que começaram em 1994. No decorrer de seu trabalho em 20/20, Stossel descobriu a revista Reason e descobriu que as ideias libertárias de seus escritores faziam sentido para ele. Stossel foi nomeado co -âncora de 20/20 em maio de 2003, enquanto escrevia seu primeiro livro, Give Me a Break: How I Exposed Hucksters, Cheats, and Scam Artists and Became the Scourge of the Liberal Media, que foi publicado em 2004. Nele, ele detalha seu início no jornalismo e na reportagem do consumidor, e como ele evoluiu para abrigar crenças libertárias.

### Fox News Channel e Fox Business Network

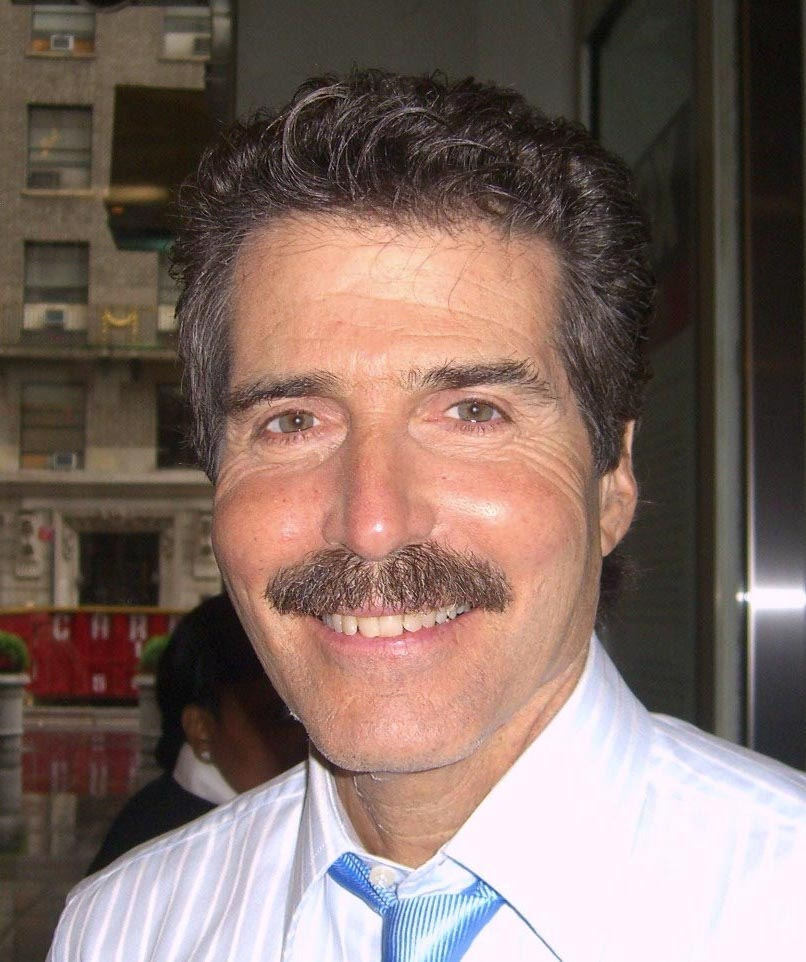
Stossel em 2010

Em setembro de 2009, foi anunciado que Stossel estava deixando a ABC News da Disney e se juntando ao Fox News Channel e Fox Business Network da News Corp. Além de aparecer no The O'Reilly Factor toda terça-feira à noite, ele também apresentou um programa semanal de uma hora para a Fox Business Network e uma série de especiais de uma hora para o Fox News Channel, além de fazer aparições regulares na programação da Fox News.
O programa, Stossel, estreou em 10 de dezembro de 2009, na Fox Business Network. O programa examinou questões relacionadas à liberdade individual, capitalismo de livre mercado e governo mínimo, como liberdades civis, negócios de saúde e livre comércio. O episódio final estreou em 16 de dezembro de 2016. Ao final desse episódio, uma retrospectiva que destacou momentos de sete anos do programa, Stossel explicou que, devido à sua idade, queria ajudar a desenvolver uma geração mais jovem de jornalistas com suas opiniões, e continuaria aparecendo como convidado em programas na Fox, além de ajudar a produzir conteúdo para a Reason TV. Seu blog, "Stossel's Take", é publicado tanto no FoxBusiness.com quanto no FoxNews.com.

### Stossel TV
Em 2019, Stossel lançou a Stossel TV, um canal online que distribui vídeos semanais por meio de plataformas de mídia social. Os vídeos desafiam suposições sobre a eficácia das regulamentações e programas governamentais, ilustram como os mercados livres ajudam as pessoas a viver uma vida melhor e ensinam os princípios e benefícios de uma sociedade livre.

### Publicações
Stossel escreveu três livros. "Give Me a Break: How I Exposed Hucksters, Cheats, and Scam Artists and Became the Scourge of the Liberal Media" é uma autobiografia de 2005 de Harper Perennial documentando sua carreira e transição filosófica do liberalismo para o libertarianismo . Descreve sua oposição à regulamentação do governo, sua crença no livre mercado e na iniciativa privada, apoio à reforma de responsabilidade civil e defesa da mudança de responsabilidade de serviços sociais conduzidos pelo governo para instituições de caridade privadas. Foi um best-seller do New York Times por 11 semanas. "Myths, Lies, and Downright Stupidity: Get Out the Shovel – Why Everything You Know Is Wrong", que foi publicado em 2007 pela Hyperion, questiona a validade de várias sabedorias convencionais e argumenta que a crença de que ele seja conservador é falsa. Em 10 de abril de 2012, a Threshold Editions, um selo da Simon & Schuster, publicou o terceiro livro de Stossel "No, They Can't: Why Government Fails – But Individuals Succeed". Ele argumenta que as políticas governamentais destinadas a resolver problemas, em vez disso, produzem novos, e que indivíduos livres e o setor privado realizam tarefas com mais eficiência do que o governo.
Com o apoio financeiro do libertário Palmer R. Chitester Fund, Stossel e ABC News lançaram uma série de materiais educativos para escolas públicas em 1999 intitulada "Stossel in the Classroom". O material foi assumido em 2006 pelo Center for Independent Thought, que lança um novo DVD de materiais didáticos anualmente. Em 2006, Stossel e ABC lançaram Teaching Tools for Economics, uma série de vídeos baseada nos padrões do National Council of Economics Education.
Desde fevereiro de 2011, Stossel escreve uma coluna semanal no jornal Creators Syndicate. Seus artigos aparecem em publicações online como Newsmax, Reason e Townhall.

## Posições políticas
Stossel pretende desmascarar mitos em seu jornalismo. Sua série Myths and Lies de especiais 20/20 desafia uma série de crenças liberais. Ele também apresentou The Power of Belief (6 de outubro de 1998), um especial da ABC News que se concentrou em afirmações do paranormal e no desejo das pessoas de acreditar. Outro relatório delineou a crença de que a oposição ao DDT é equivocada e que a proibição do DDT resultou na morte de milhões de crianças, principalmente em países pobres.

### Libertarianismo

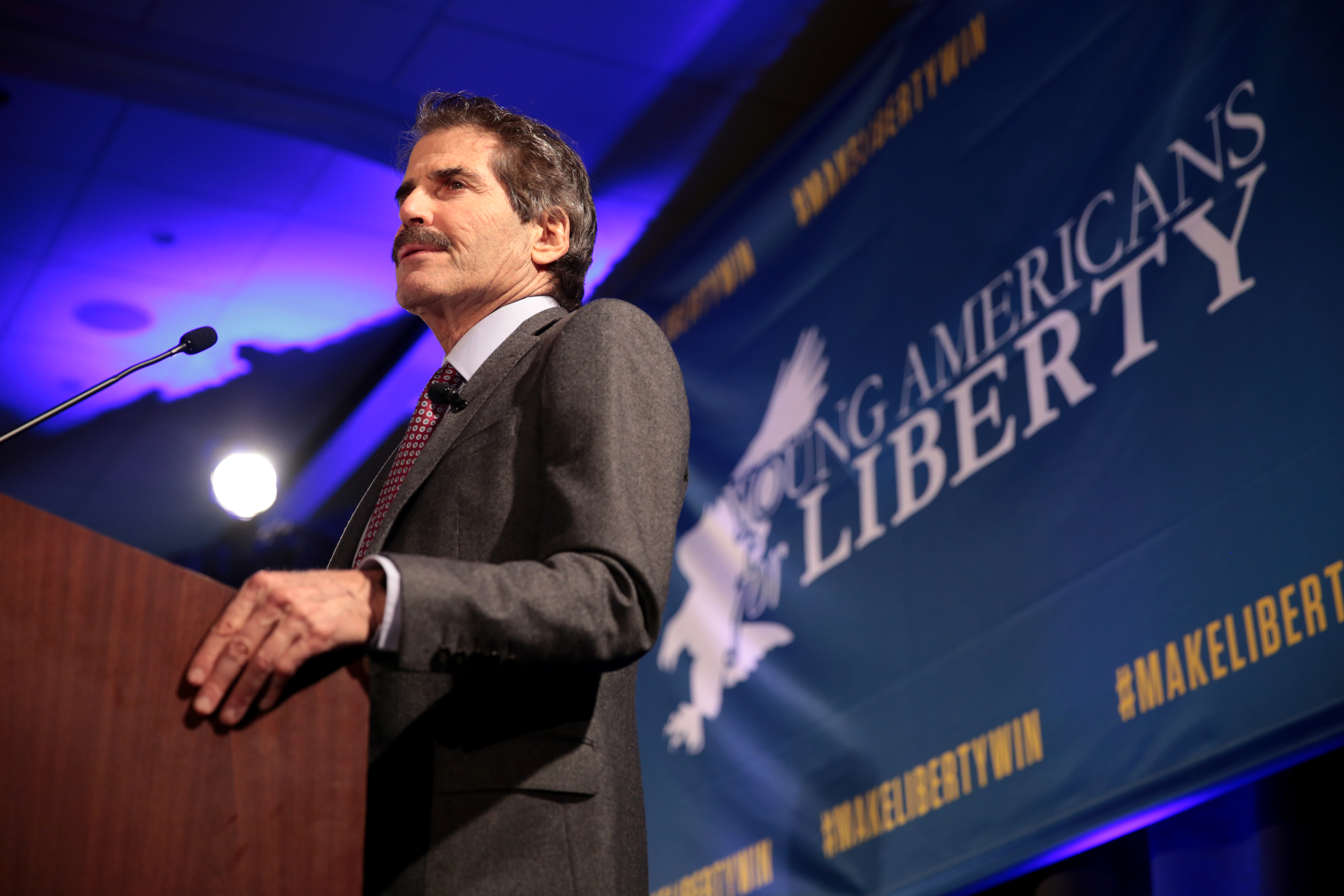
Stossel falando na Cúpula da Primavera de Nova York da Young Americans for Liberty

Como libertário, Stossel diz acreditar tanto na liberdade pessoal quanto no livre mercado . Ele frequentemente usa o na televisão para promover esses pontos de vista e desafiar a desconfiança dos espectadores em relação ao capitalismo de livre mercado e à competição econômica. Ele recebeu um Doutorado Honoris Causa da Universidade Francisco Marroquin, uma universidade libertária na Guatemala, em 2008.
Stossel argumenta que o interesse próprio individual, ou "ganância", cria um incentivo para trabalhar mais e inovar. Ele argumenta que essa inovação torna os pobres mais ricos e a única maneira de as pessoas "ficarem ricas é nos oferecer algo que acreditamos ser melhor do que tínhamos antes". Ele promoveu a escolha da escola como uma forma de melhorar as escolas públicas americanas semelhantes ao sistema de vouchers belga.
Stossel criticou os programas governamentais por serem ineficientes, perdulários e prejudiciais. Ele também criticou o sistema legal americano, opinando que ele fornece aos advogados e litigantes vexatórios o incentivo para abrir processos frívolos indiscriminadamente. Embora Stossel admita que alguns processos são necessários para fazer justiça a pessoas genuinamente prejudicadas por outros com maior poder econômico, ele defende a adoção nos EUA da regra inglesa como um método para reduzir os processos mais abusivos ou frívolos.
Stossel se opõe ao salário mínimo, bem-estar corporativo, bailouts e à guerra no Iraque.[carece de fontes?]  Ele também se opõe às proibições legais contra pornografia, maconha, drogas recreativas, jogos de azar, escalpelamento de ingressos, prostituição, poligamia, e suicídio assistido, e acredita que a maioria dos abortos deveria ser legal. Ele defende impostos mais baixos e mais simples, e endossou ou explorou várias ideias em seus especiais e em sua série de TV para mudar o sistema tributário, incluindo a mudança para um imposto fixo, e a substituição do imposto de renda pelo FairTax .
Quando o Departamento do Trabalho reeditou as diretrizes federais em abril de 2010 governando o emprego de estagiários não remunerados sob o Fair Labor Standards Act com base em uma decisão da Suprema Corte de 1947, Stossel criticou as diretrizes, aparecendo em um uniforme policial durante uma aparição no Fox programa de notícias America Live, comentando: "Eu construí minha carreira com estagiários não remunerados, e os estagiários me disseram que era ótimo – Aprendi mais com você do que na faculdade." Questionado sobre por que não os pagou se eram tão valiosos, ele disse que não podia pagar.
Stossel é membro do corpo docente do Instituto Charles Koch .
Stossel defendeu a abolição da Food and Drug Administration (FDA).
Em 1º de abril de 2016, Stossel moderou o primeiro debate presidencial libertário televisionado nacionalmente. A segunda parte do debate foi ao ar em 8 de abril. Em 21 de maio de 2020, ele moderou o Debate Presidencial da Convenção Nacional do Partido Libertário entre Jacob Hornberger, Vermin Supreme, Jo Jorgensen, Jim Gray e John Monds.

### Ciência
Em 2001, a organização de vigilância da mídia progressista FAIR criticou a reportagem de Stossel sobre o aquecimento global em seu documentário, Tampering with Nature, por usar "informações altamente seletivas" que enfatizavam indevidamente três dissidentes entre os 2.000 membros da do Painel Intergovernamental sobre Mudanças Climáticas da ONU, que havia divulgado recentemente um relatório afirmando que as temperaturas globais estavam subindo quase duas vezes mais rápido do que se pensava anteriormente.
Em dezembro de 2014, Stossel afirmou falsamente que "não há bons dados mostrando que o fumo passivo mata pessoas". O site de verificação de fatos Politifact classificou esta declaração como "Falsa", citando níveis consideráveis de pesquisa científica mostrando que o fumo passivo causou mortes.

## Elogios e críticas

### Prêmios
A partir de 2001, Stossel ganhou 19 prêmios Emmy. Ele foi homenageado cinco vezes por excelência em reportagens para consumidores pelo National Press Club, recebeu o Prêmio George Polk de Melhor Reportagem Local e um Prêmio Peabody. Em 23 de abril de 2012, Stossel recebeu a Medalha Presidencial da Chapman University, pelo atual presidente, James Doti, e pela chanceler, Danielle Struppa. O prêmio foi entregue a apenas um punhado de pessoas nos últimos 150 anos.  Stossel recebeu um doutorado honorário da Universidad Francisco Marroquín .

### Elogio
O economista monetarista da Escola de Chicago, ganhador do Prêmio Nobel, Milton Friedman, elogiou Stossel, afirmando: "Stossel é aquela criatura rara, um comentarista de TV que entende de economia, em toda a sua sutileza". Steve Forbes, editor da revista Forbes, descreveu Stossel como fascinante e "um dos jornalistas mais capazes e corajosos da América".
Um artigo publicado pelo grupo libertário Advocates for Self Government faz elogios a Stossel. O analista de pesquisa do Independent Institute Anthony Gregory, escrevendo no blog libertário LewRockwell.com, descreveu Stossel como um "maroto heróico... um dissidente da mídia e proponente da liberdade em uma mídia de massa conformista e estatista". O analista de investimentos libertário Mark Skousen disse que Stossel é "um verdadeiro herói libertário".

### Críticas e polêmicas
Organizações progressistas como Fairness and Accuracy In Reporting (FAIR) e Media Matters for America (MMfA) criticaram o trabalho de Stossel, pelo que descreveram como falta de equilíbrio de cobertura e distorção de fatos de sua parte. Por exemplo, Stossel foi criticado por um segmento em seu programa de 11 de outubro de 1999, durante o qual ele argumentou que a pesquisa da AIDS recebeu muito financiamento, "25 vezes mais do que o Parkinson, que mata mais pessoas". FAIR apontou que a AIDS tinha de fato matado mais pessoas nos Estados Unidos em 1999.
Em reportagem sobre Stossel na Salon de fevereiro de 2000 intitulado " Propagandista do horário nobre", David Mastio escreveu que Stossel tem um conflito de interesse em doar lucros de seus compromissos de falar em público para, entre outros, uma organização sem fins lucrativos chamada "Stossel in the Classroom" que inclui material para uso nas escolas, alguns dos quais usam material fabricado por Stossel.
O economista da Universidade do Texas James K. Galbraith alegou que Stossel, em seu especial de setembro de 1999 Is America #1?, usou um clipe fora de contexto de Galbraith para transmitir a noção de que Galbraith defendia a adoção pela Europa da economia de livre mercado praticada pelos Estados Unidos, quando na verdade Galbraith defendia que a Europa adotasse alguns dos benefícios sociais dos  mecanismos norte-americanos de transferência como a Previdência Social, que é a visão economicamente oposta. Stossel negou qualquer deturpação das opiniões de Galbraith e afirmou que não era sua intenção transmitir que Galbraith concordava com todas as ideias do especial. No entanto, ele reeditou essa parte do programa para sua repetição em setembro de 2000, na qual Stossel parafraseou: "Mesmo os economistas que gostam das políticas da Europa, como James Galbraith, agora reconhecem o sucesso da América".
De acordo com o The Hollywood Reporter, em setembro de 2021, Stossel processou o Facebook por questões de difamação, depois que os verificadores de fatos rotularam o vídeo de Stossel intitulado "Incêndios Alimentados pelo Governo" como "enganoso". Stossel afirmou que o "rótulo enganoso" causou danos imediatos à sua audiência e reputação. No vídeo, Stossel argumentou que "embora as mudanças climáticas, sem dúvida, contribuam para os incêndios florestais, não foram a principal causa dos incêndios na Califórnia em 2020 ", culpando principalmente a má gestão das florestas pelo governo. Em dezembro de 2021, os advogados do Facebook responderam ao processo de Stossel, dizendo: "Os rótulos em si não são falsos nem difamatórios; pelo contrário, constituem opinião protegida".

#### Incidente David Schultz
Em 28 de dezembro de 1984, durante uma entrevista para 20/20 sobre wrestling profissional, o lutador David Schultz atingiu Stossel duas vezes depois que Stossel disse que o wrestling profissional era "falso". Stossel disse que sofria de dor e zumbido nos ouvidos oito semanas após o ataque. Stossel processou e obteve um acordo de USD$ 280.000 da World Wrestling Federation (WWF). Em seu livro, Mitos, Mentiras e Estupidez Absoluta, Stossel observou seu arrependimento, acreditando que processos judiciais prejudicam pessoas inocentes. Schultz afirma que atacou Stossel por ordem de Vince McMahon, o chefe da então WWF. Mais tarde, isso foi revisitado no episódio da segunda temporada de Dark Side of the Ring, exibido em 28 de abril de 2020.

#### Vegetais organícos
Uma reportagem de fevereiro de 2000 sobre vegetais orgânicos no programa 20/20 incluiu declarações de Stossel de que os testes mostraram que nem as amostras de produtos orgânicos nem peodutos convencionais continham qualquer resíduo de pesticida, e que os alimentos orgânicos eram mais propensos a serem contaminados pela bactéria E. coli. O Environmental Working Groupl se opôs ao seu relatório, principalmente questionando suas declarações sobre bactérias, mas também conseguiu determinar que o produto nunca havia sido testado para pesticidas. Eles comunicaram isso a Stossel, mas depois que o produtor da história apoiou a declaração de Stossel de que os resultados do teste haviam sido descritos, a história foi retransmitida meses depois, inalterada e com um pós-escrito no qual Stossel reiterou sua afirmação. Mais tarde, após uma reportagem do The New York Times confirmar as alegações do Environmental Working Group, a ABC News suspendeu o produtor do segmento por um mês e repreendeu Stossel. Stossel se desculpou, dizendo que achava que os testes haviam sido conduzidos conforme relatado. No entanto, ele afirmou que a essência de seu relatório tinha sido precisa.

#### Frederick K. C. Price
Em um segmento de março de 2007 sobre finanças e estilo de vida de televangelistas, 20/20 exibiu um segmento de Stossel que incluía um clipe do televangelista Frederick KC Price, que havia sido originalmente transmitido pela Lifetime Network em 1997. Price alegou que o clipe o retratava descrevendo sua riqueza em termos extravagantes, quando na verdade estava contando uma parábola sobre um homem rico. A ABC News exibiu duas vezes uma retratação e pediu desculpas pelo erro. O processo foi concluído com um acordo extrajudicial, incluindo um pedido de desculpas público da ABC.

## Vida pessoal
Stossel vive em Nova York com sua esposa, Ellen Abrams e filhos, Lauren e Max. Eles também possuem uma casa em Massachusetts.
Stossel veio a abraçar a herança judaica asquenaze de sua família depois de se casar com sua esposa, que também é judia. Eles também criaram seus filhos judeus. Stossel se identificou como agnóstico em "Skeptic or Believer", o episódio de 16 de dezembro de 2010 de Stossel, explicando que ele não acreditava em Deus, mas estava aberto à possibilidade.
O irmão de Stossel, Thomas P. Stossel, foi professor da Harvard Medical School e co-diretor da Divisão de Hematologia do Brigham and Women's Hospital de Boston. Ele atuou nos conselhos consultivos de empresas farmacêuticas como Merck e Pfizer. O sobrinho de Stossel é o jornalista e editor de revistas Scott Stossel.
Em 20 de abril de 2016, Stossel, apesar de nunca ter fumado, anunciou que tinha câncer de pulmão e que, como resultado de sua detecção precoce, ele teria um quinto de um de seus pulmões removido cirurgicamente.

## Livros
- Give Me a Break: How I Exposed Hucksters, Cheats, and Scam Artists and Became the Scourge of the Liberal Media... Paperback ed. [S.l.]: Harper Paperbacks. 2005. ISBN 978-0-06-052915-4
- Myths, Lies and Downright Stupidity: Get Out the Shovel – Why Everything You Know is Wrong Paperback ed. [S.l.]: Hyperion. 2007. ISBN 978-0-7868-9393-5
- No, They Can't: Why Government Fails – But Individuals Succeed. [S.l.]: Threshold Editions. 2012. ISBN 978-1451640946

### Biografias e artigos sobre Stossel
- ABC News Biografia
- Jhonson, Peter. "A evolução de Stossel de ativista para contrarian irrita alguns de seus fãs", USA Today, 30 de abril de 2006
- Sulum, Jacob. "Jornalismo arriscado: John Stossel da ABC contraria um estabelecimento medroso" Reason, abril de 1997.

### Artigos de Stossel
- Página da Web 20/20 de John Stossel
- Colunas de jornal de John Stossel
- Coluna de John Stossel em Creators.com